# Handelsorganisation
Die Handelsorganisation (HO) war ein in der juristischen Form des Volkseigentums geführtes staatliches Einzelhandelsunternehmen in der SBZ, weitergeführt in der DDR bis zu ihrer Auflösung nach der Wende. Der Handel umfasste alle privaten Bereiche des Lebens – von Lebensmitteln bis zu Haushaltswaren. In der Nachwendezeit bis zur Auflösung firmierten die Einrichtungen der HO unter dem Namen „Seka“, einer Abkürzung für Sehen und Kaufen.

## Geschichte

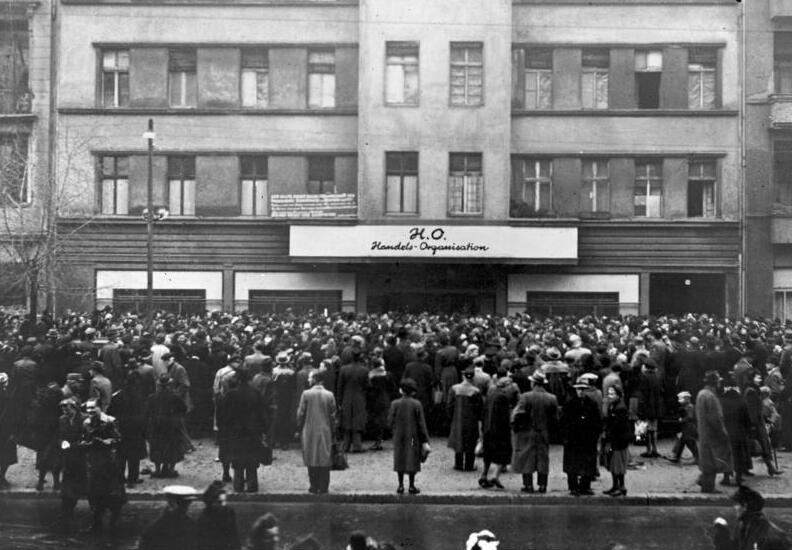
Eröffnung des ersten HO-Geschäftes (1948)

Die HO wurde 1948 auf Weisung der DWK in Ost-Berlin gegründet. Nach kurzer Vorbereitungszeit eröffnete die Organisation am 15. November 1948 im damaligen Bezirk Friedrichshain in der Frankfurter Allee am U-Bahnhof Samariterstraße ein Geschäft für Textilien und Schuhe. Schuhe ohne Bezugsschein kosteten 120 bis 300 DM, Herrenanzüge bis zu 630 DM bei einem durchschnittlichen Monatslohn eines Industriearbeiters von 200 DM. Am 16. November eröffnete ein Süßwarenladen in der Neuen Königstraße. Eine Tafel Schokolade kostete hier 20 DM. Die in der HO angebotenen Lebensmittel konnten ohne Abgabe von Lebensmittelmarken erworben werden. Dafür waren die Preise anfänglich durchschnittlich doppelt so teuer, aber in allen Geschäften waren sie stets gleich hoch. Zugleich eröffneten weitere 28 HO-Läden und 21 HO-Gaststätten, auch außerhalb von Berlin.
Bereits ein knappes Jahr später, am 1. April 1949 erhöhte sich die Zahl der HO-Verkaufseinrichtungen sprunghaft: mit dem SMAD-Befehl 124 wurden bis dahin treuhänderisch verwaltete Läden zu HO-Filialen umgewandelt. In den kleinen Städten und Dörfern etablierten sich fliegende HO-Läden, Privathändler konnten mit der HO Kommissionsverträge abschließen. Mit den Gewinnen begann die HO, auch Neubauten zu errichten.
Bald senkte die HO ihre Preise schrittweise, im April 1950 sogar um bis zu 30 Prozent.
Am 22. Februar 1949 verabschiedete die Volkskammer der SBZ das Gesetz Zur Verbesserung der Versorgung der Bevölkerung, welches die juristischen und finanziellen Grundlagen für die HO regelte. Die Organisation erhielt ein Grundkapital von 50 Millionen Ostmark und nahm ihren Hauptsitz in Potsdam. Erster Geschäftsführer der staatlichen Verkaufseinrichtung wurde Paul Baender.
Die Zahl der Verkaufseinrichtungen erhöhte sich schnell: so erwirtschafteten 2.300 HO-Läden im Jahr 1950 schon zirka 26 Prozent des Einzelhandelsumsatzes der DDR. Bis 1960 hatten sich 35.000 Geschäfte etabliert, die einen Umsatzanteil von über 37 Prozent erreichten. Den weitaus größeren Teil des Umsatzes erzielten die Verkaufseinrichtungen des Konsum. Da diese genossenschaftlich geführt wurden und kein Staatsbetrieb waren wie die HO, wurde besonders in den Anfangsjahren der DDR von Regierungsseite versucht, die HO zu bevorteilen. Trotzdem etablierten sich beide parallel in der Alltagswelt der DDR. Das kam auch in dem Nebeneinander in fast allen Neubaugebieten der Großstädte zum Ausdruck.
Auch neue Verkaufsformen fanden zuerst Einzug in ein HO-Lebensmittelgeschäft in Berlin-Weißensee, Klement-Gottwald-Allee: eine Selbstbedienungseinrichtung eröffnete hier am 13. Dezember 1956.

## Struktur und Prinzipien
Die Handelsorganisation war gegliedert in die Bereiche Industriewaren, Lebensmittel, Gaststätten, Warenhäuser und Hotels. In den 1960er Jahren entstand die Tochtergesellschaft der Centrum Warenhäuser, die in vielen Bezirksstädten der DDR ihre Einkaufszentren unterhielten. Für den gehobenen Bedarf wurden ab 1962 die Exquisit-Läden auf Beschluss des Ministerrates der DDR geschaffen und 1966 durch die Delikatläden ergänzt.
Die Einzelhandelsgeschäfte und Warenhäuser der HO existierten neben denen der Konsum-Kette.
Eine Besonderheit stellte die HO für die Wismut dar, die sich speziell in den Uranbergbaugebieten der DDR etablierte und ein besseres Warensortiment bei günstigeren Preisen bot. Hinzu kamen thematisch ausgerichtete Verkaufseinrichtungen wie das 1961 in Leipzig eröffnete HO-Schachzentrum, das vorwiegend Schachartikel verkaufte. Sogar der damalige Weltmeister, Bobby Fischer gehörte zu seinen Kunden.

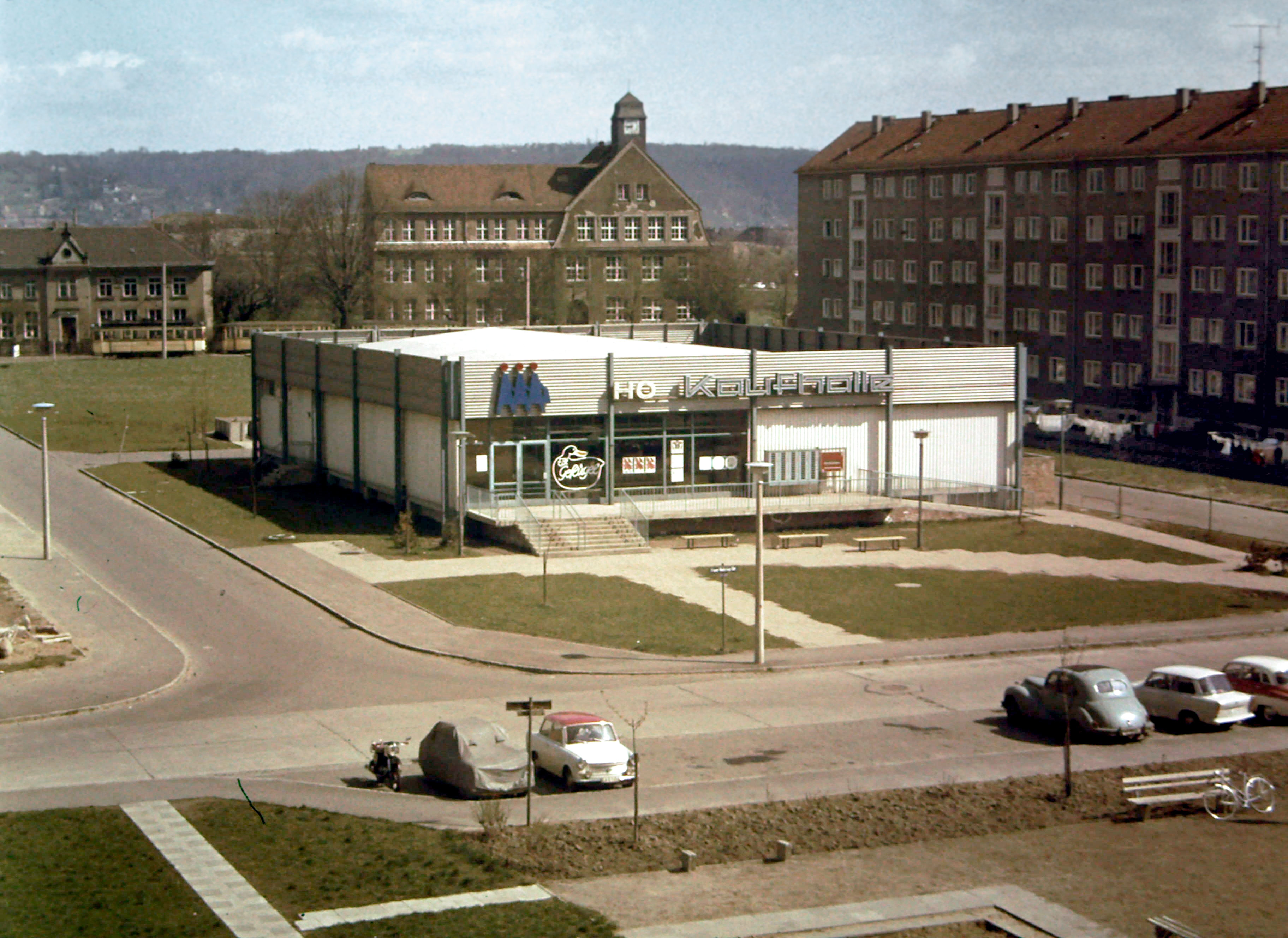
HO-Kaufhalle in Dresden (ca. 1970)

Eine weitere Besonderheit war der HO-Spezialhandel, der hochwertige Waren, auch aus Import oder Gestattungsproduktion, führte und dessen Verkaufseinrichtungen nur für besondere Personenkreise offen standen. Für die Belegschaft des Spezialhandels gab es intern „Dresdner Ware“ genannte hochwertige Warenkontingente insbesondere aus dem Nahrungsmittelbereich, die zu normalen Preisen (nicht Delikatpreise) verkauft wurden. Der Spezialhandel belieferte auch die „Speztorg“-Läden. Die Verkaufseinrichtungen im Bereich der NVA wurden unter dem Kürzel MHO (Militär-Handelsorganisation) geführt. Ab 1987 firmierte der Spezialhandel unter VEB Spezialhandel Taucha.
Bis zur Neustrukturierung der IFA (Industrieverband Fahrzeugbau) im Jahr 1968 wurden auch Fahrzeuge und deren Ersatzteile für den Privatgebrauch von der HO vertrieben. Ab 1968 erfolgte dieser Verkauf über spezielle Fachgeschäfte, die direkt der IFA angegliedert waren.
Die Handelsorganisation betrieb auch Hotels und Gaststätten in allen Bezirken der DDR.
- In Berlin wurde beispielsweise ab Eröffnung 1963 das Hotel Berolina als HO-Hotel betrieben und im damaligen Karl-Marx-Stadt ab 1952 das Hotel Chemnitzer Hof. In Leipzig gehörten bis 1964 das Hotel Astoria und das Hotel International zur HO, ebenso das Hotel International in Magdeburg. Ab 1965 wurden die genannten Häuser von der damals neu gegründeten Interhotel DDR übernommen. In Weimar wurde Mitte der 1950er Jahre bis 1966 das Hotel Elephant als HO-Hotel betrieben; der Elephant gehörte ab 20. Dezember 1966 zu Interhotel DDR. In Neubrandenburg gehörte bis 1989 das Hotel Vier Tore zur HO, ab 1990 wurde es von Interhotel übernommen.
- Bad Liebenwerda: Hotel Weißes Roß
- Berlin: Hotel Adlon
- Dresden: Gewandhaus und Hotel Tourist
- Eilenburg: Hotel Roter Hirsch
- Eisenhüttenstadt: Hotel Lunik
- Eisenach: Hotel Hohe Sonne, Hotel Stadt Eisenach und Parkhotel
- Gotha: Hotel Mohren
- Lübbenau: Hotel Fröhlicher Hecht, Zum grünen Strand der Spree
- Löbau: Honigbrunnen
- Meiningen: Hotel Sächsischer Hof und Schloss Landsberg (Meiningen)
- Mühlhausen: Hotel Schlenker
- Radebeul: Bahnhofshotel
- Rostock-Warnemünde: Hotel Neptun und Strandhotel
- Thale: Berghotel Rosstrappe
- Weimar: Hotel International
- Wernigerode: Hotel Gothisches Haus
- Wildenthal: Berghotel Auersberg

In der DDR gab es 1989 420 HO-Hotels. Nach der Wende wurden etwa 150 an ehemalige Eigentümer zurückgegeben. Die übrigen wurden von der Treuhandanstalt an neue Eigentümer verkauft oder als Immobilien ohne Zweckbindung angeboten, da sich keine Interessenten fanden.

## Finanzielle Besonderheit
Die HO-Akzise war der Preisaufschlag auf bewirtschaftete Waren, für die ein doppeltes Preisniveau bestand, in Höhe des Unterschieds zwischen dem Preis rationierter Waren und dem HO-Preis. Als die Lebensmittelmarken 1958 abgeschafft wurden, fiel sie größtenteils weg, wurde aber für Kohlen im staatlichen und privaten Handel noch bis 1990 erhoben.
Mit dem Wegfall der Marken verkauften sowohl HO als auch Konsum alle gleichen Artikel auch zu gleichen Preisen, dem staatlich festgelegten EVP.

## Galerie

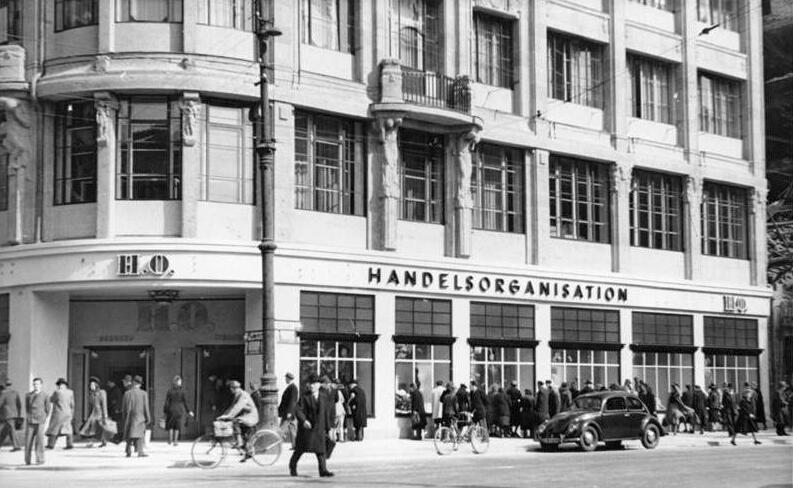
HO-Kaufhaus in Berlin (1949)
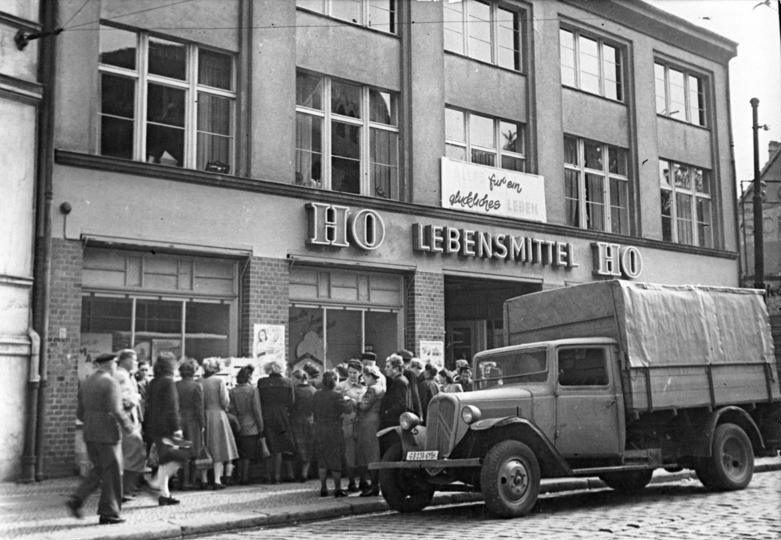
Lebensmittelgeschäft der HO (1950)
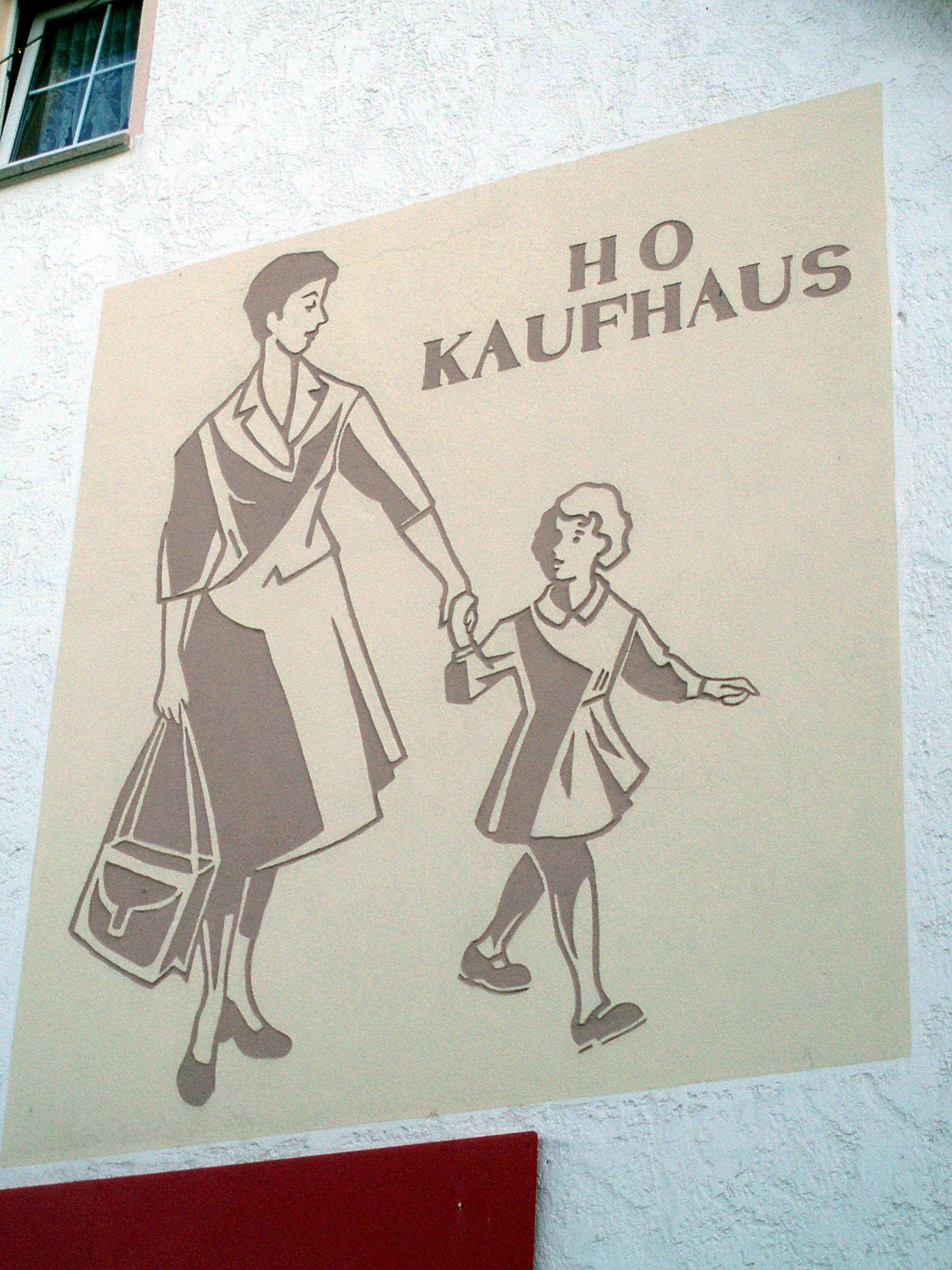
HO-Kaufhaus Schmiedefeld
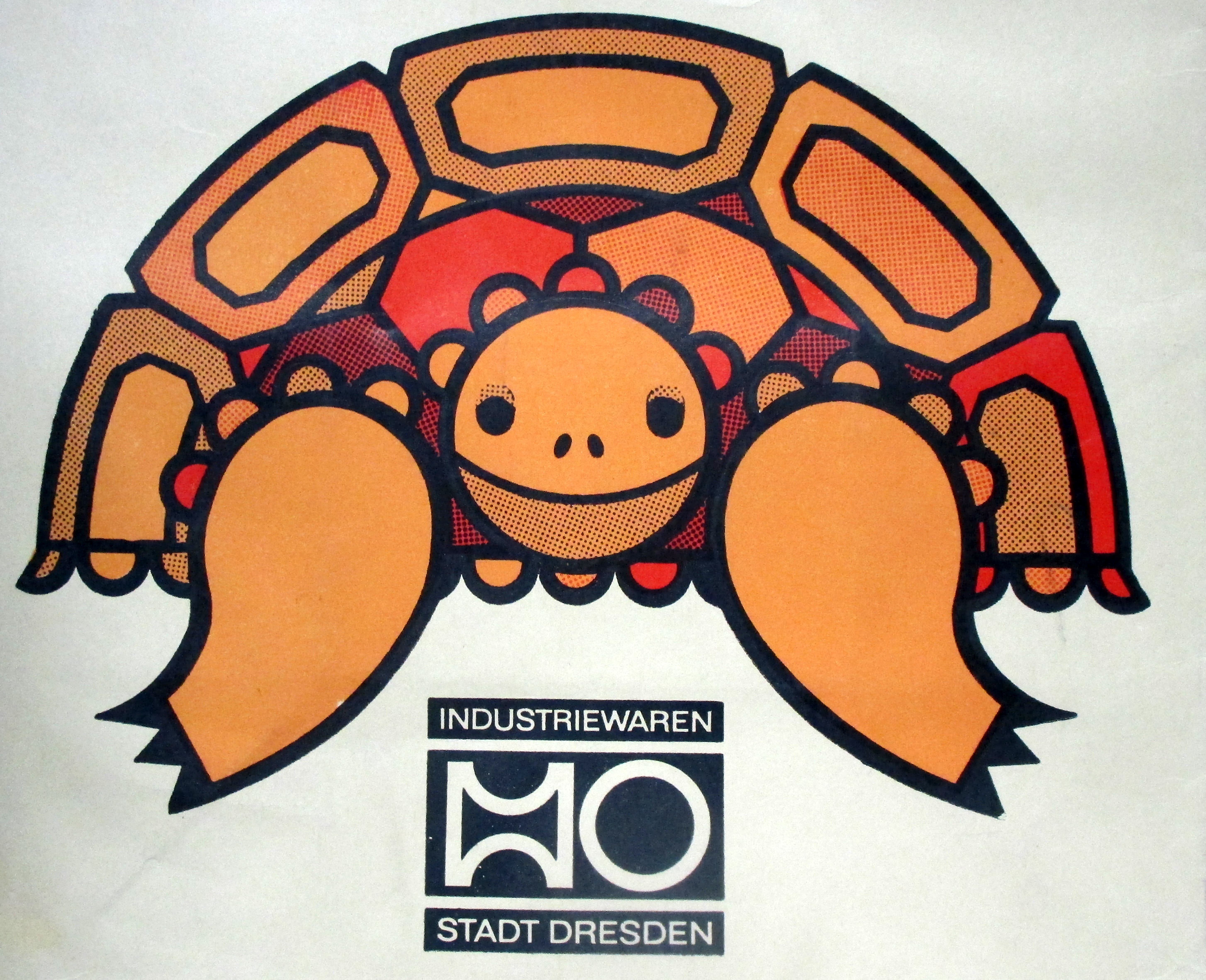
Industriewaren – HO – Stadt Dresden